# Jenson Brooksby
Jenson Tyler "J.T." Brooksby (født 26. oktober 2000 i Sacramento, Californien, USA) er en professionel tennisspiller fra USA.